# Uwe Rosenberg

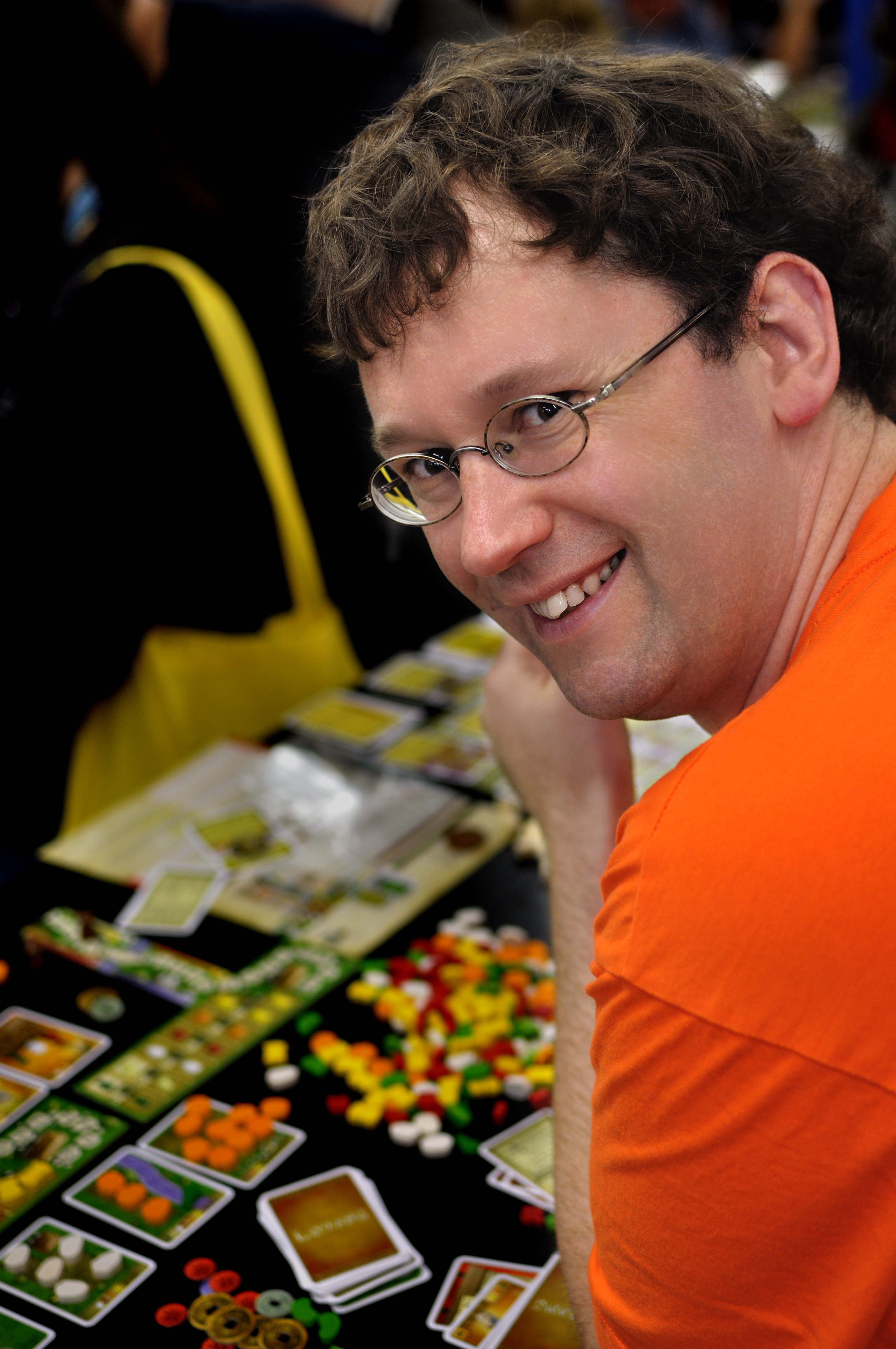
Uwe Rosenberg

Uwe Rosenberg (ur. 27 marca 1970 w Aurich) – niemiecki projektant gier planszowych; autor bardzo popularnych tytułów, takich jak Fasolki, Agricola czy Le Havre.
Zaczął projektowanie już w czasie nauki w szkole, tworząc gry typu play-by-mail. Studiował statystykę na uczelni w Dortmundzie (tytuł jego pracy, to Rozkład prawdopodobieństwa w grze Memory). W 2000 został współzałożycielem małego wydawnictwa Lookout Games, podczas gdy swoje największe projekty realizował przy współpracy z Amigo Spiele czy Kosmos.